# Dollarama
Dollarama er en canadisk dollar store detailhandelskæde med hovedkvarter i Montreal. Det er Canadas største detailvirksomhed med produkter til under fire dollars. Dollarama har over 1.400 butikker i Canada.
Den første dollar store blev åbnet i 1910 af Salim Rassy.